# Andreas Bronst
Andreas Bronst född den 12 november 1957 i Rochlitz, Tyskland, är en östtysk gymnast.
Han tog OS-silver i lagmångkampen i samband med de olympiska gymnastiktävlingarna 1980 i Moskva.